# Faik Kamberović
Faik Kamberović, bosansko-hercegovski nogometaš, * 25. julij 1968.
Kamberović je v slovenski ligi za kluba Celje in Korotan. Skupno je v prvi slovenski ligi odigral 103 prvenstvene tekme in dosegel 67 golov. V sezoni 1996/97 je bil z enaindvajsetimi goli najboljši strelec prve slovenske lige. Igral je tudi za Varteks v hrvaški ligi, SC Eisenstadt in First Vienna FC v avstrijski ligi ter Budućnost v črnogorski ligi.